# Широковещательный шторм
Широковещательный шторм (англ. Broadcast storm) — лавина (всплеск) широковещательных пакетов (на втором уровне модели OSI — кадров). Размножение широковещательных сообщений активным сетевым оборудованием приводит к экспоненциальному росту их числа и парализует работу сети. Такие пакеты, в частности, используются сетевыми сервисами для оповещения станций о своём присутствии. Считается нормальным, если широковещательные пакеты составляют не более 10 % от общего числа пакетов в сети.
Широковещательный шторм может возникать как результат появления некорректно сформированных широковещательных сообщений, в том числе действиями злоумышленников. Также довольно часто к шторму приводят кольца (петли) в сети на основе концентраторов или при некорректной настройке протокола Spanning Tree, поскольку в заголовке пакетов Ethernet нет информации о времени жизни кадра, как, например, у пакетов IP.